# Stalocoris
Stalocoris is een geslacht van wantsen uit de familie van de Naucoridae (Zwemwantsen). Het geslacht werd voor het eerst wetenschappelijk beschreven door La Rivers in 1969.

## Soorten
Het genus bevat de volgende soorten:

- Stalocoris bicolanus Zettel, 2003
- Stalocoris breviceps La Rivers, 1969
- Stalocoris freitagi Zettel, 2012
- Stalocoris platerosi Zettel, 2004
- Stalocoris rarosae Zettel, 2003
- Stalocoris schoedli Zettel, Nieser & Polhemus, 1999
- Stalocoris tansiongcoi Zettel, Nieser & Polhemus, 1999
- Stalocoris ticaoensis Zettel, Nieser & Polhemus, 1999